# Tye Smith
Tye Smith (Raleigh, 3 maggio 1993) è un giocatore di football americano statunitense che milita nel ruolo di cornerback per i Minnesota Vikings della National Football League (NFL).

## Carriera universitaria
Al college, Smith giocò a football alla Townson University dal 2011 al 2014. Dopo avere iniziato come titolare le ultime quattro gare della sua prima stagione, mantenne il ruolo per tutte le tre annate successive, venendo inserito nella formazione ideale della Colonial Athletic Association nel 2014.

## Carriera professionistica

### Seattle Seahawks
Smith fu scelto nel corso del quinto giro (170º assoluto) del Draft NFL 2015 dai Seattle Seahawks. Debuttò come professionista subentrando nella vittoria del terzo turno contro i Chicago Bears in cui mise a segno un tackle. La sua stagione da rookie si chiuse con 4 presenze.

## Statistiche
| Partite totali      | 4   |
| Partite da titolare | 0   |
| Tackle totali       | 1   |
| Sack                | 0,0 |
| Intercetti          | 0   |
| Fumble forzati      | 0   |

Statistiche aggiornate alla stagione 2015